# 1st Airborne Task Force
1st Airborne Task Force (kratica 1ATF) je bila zračnopristajalna enota Kopenske vojske Združenih držav Amerike.

## Zgodovina
Task Force je bila ustanovljena 15. julija 1944 s preoblikovanjem Začasne zračnoprevozne divizije 7. armade izven Rima. Sodelovala je v operaciji Dragoon. Polk je bil razpuščen 23. novembra 1944; večino enot so dodelili 18. zračnoprevoznemu korpusu.

## Sestava
Julij 1944.
- 517. padalski pehotni polk
- 1. bataljon 551. padalskega pehotnega polka
- 509. pehotni padalski bataljon
- 550. zračnopristajalni pehotni bataljon
- britanska 550. zračnopristajalni pehotni bataljon
- 460. padalski poljsko-artilerijski bataljon
- 463. padalski poljsko-artilerijski bataljon
- 602. jadralni poljsko-artilerijski bataljon

Julij 1944.
- 517. padalski pehotni polk
- 1. bataljon 551. padalskega pehotnega polka
- 509. pehotni padalski bataljon
- 550. zračnopristajalni pehotni bataljon
- 1st Special Service Force
- 460. padalski poljsko-artilerijski bataljon
- 463. padalski poljsko-artilerijski bataljon
- 602. jadralni poljsko-artilerijski bataljon